# Rangitata peelensis
Rangitata peelensis là một loài nhện trong họ Amphinectidae. Loài này phân bố ở New Zealand.